# Urbane Landwirtschaft

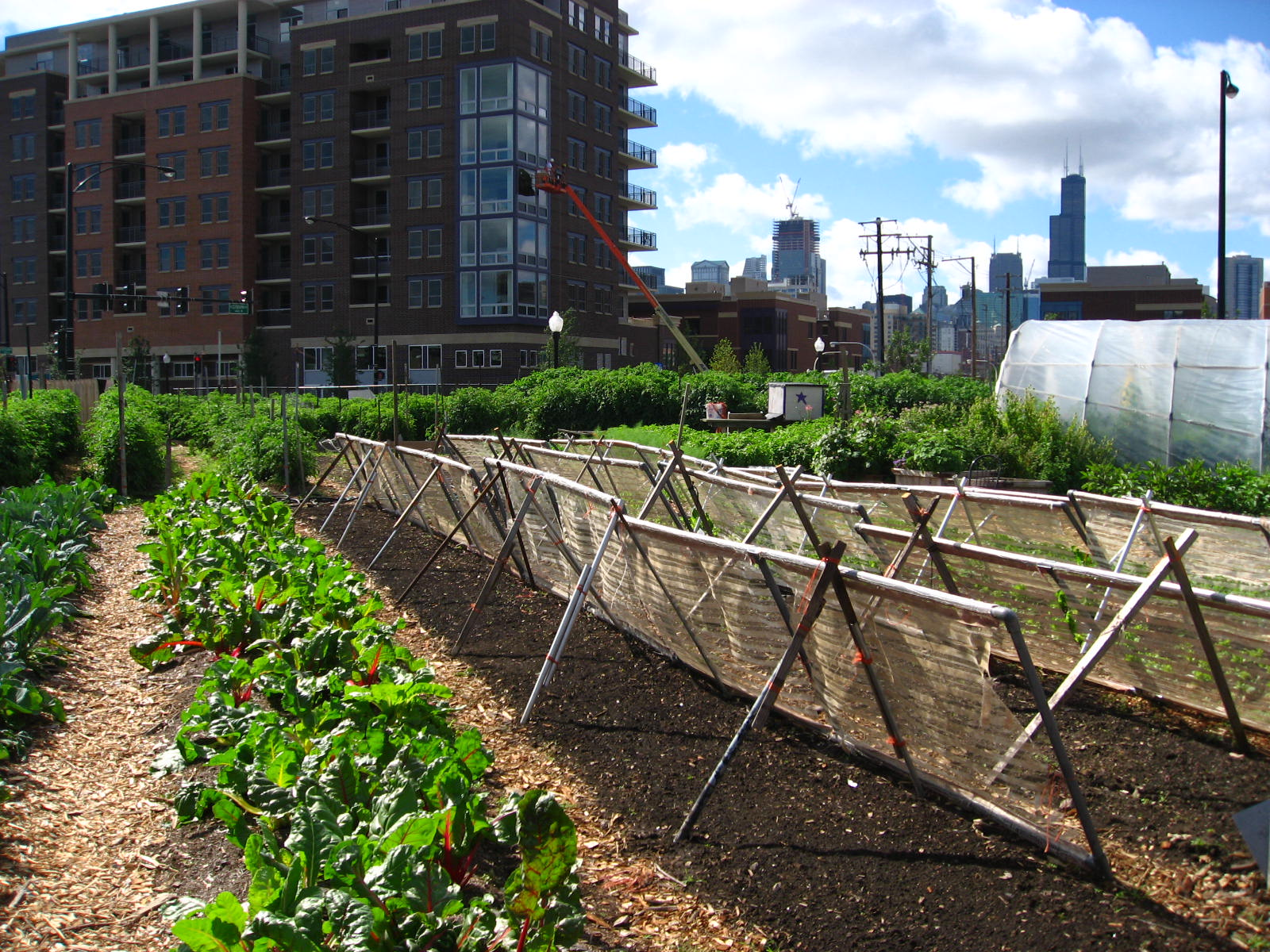
Urbane Landwirtschaft in Chicago, USA

Urbane Landwirtschaft (engl. urban agriculture oder urban farming) ist ein Oberbegriff für verschiedene Weisen der primären Lebensmittelproduktion in städtischen (urbanen) Ballungsgebieten und deren unmittelbarer Umgebung für den Eigenbedarf der jeweiligen Region. Er umfasst neben städtischen Formen des Gartenbaus auch Tierhaltung in urban geprägten Gebieten. Der Begriff geht über die bekannten Formen des urbanen Gartenbaus (Hausgarten, Kleingarten, Grabeland) hinaus und beinhaltet z. B. auch Ackerbau, Tierhaltung (Geflügel, Hauskaninchen, urbane Imkerei oder Aquakultur/Aquaponik), sofern sie im Stadtgebiet und peri-urbanen Zonen betrieben werden. Dabei sind die Formen urbaner Landwirtschaft an keine besondere Rechtsform (privat, gemeinschaftlich) oder sozioökonomische Intention (Selbstversorgung, Marktproduktion, sozialer Tausch) gebunden.

## Begriff

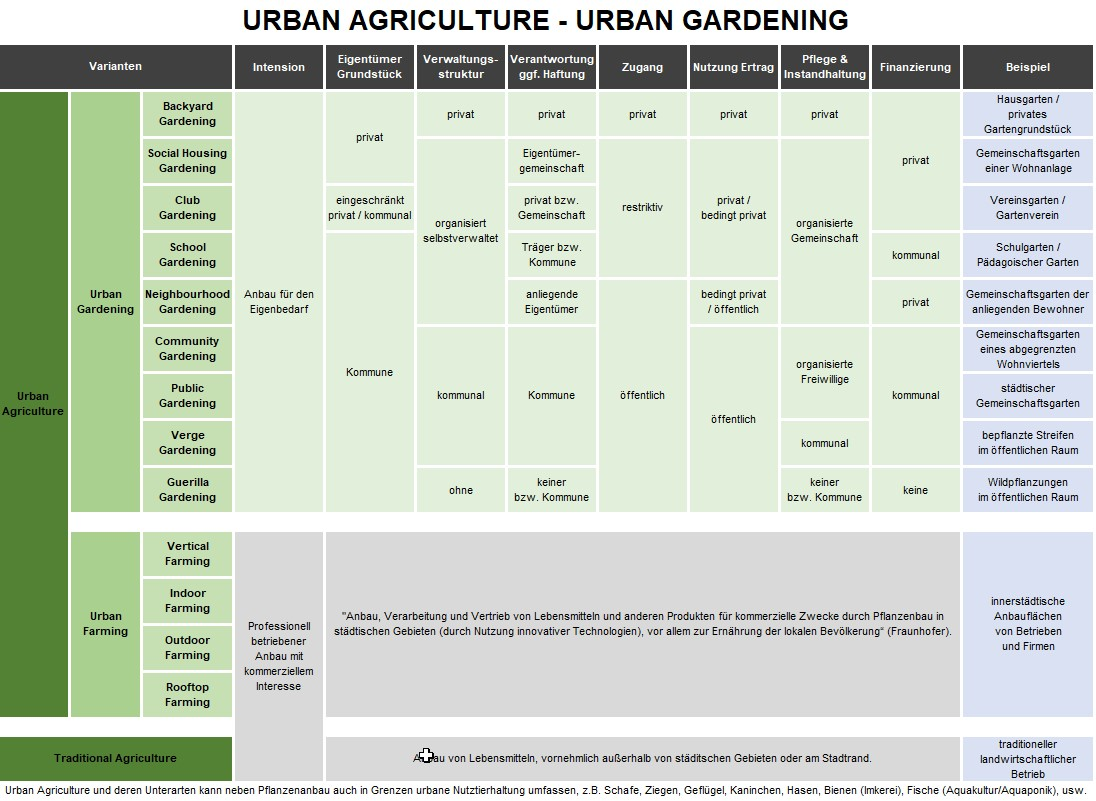
Begriffsdefinition Urban Agriculture und dessen Unterarten mit Ausprägungen in verschiedenen Dimensionen

Der Begriff ist in neuerer Zeit von Frank Lohrberg (RWTH Aachen) geprägt worden, um die landwirtschaftliche Nutzung in der sogenannten Zwischenstadt und in Verdichtungsräumen (Grüngürtel Frankfurt, Ruhrgebiet) zu beschreiben.
Die Idee geht aber auf Überlegungen zur städtischen Nahrungsproduktion in den 1920er Jahren von Leberecht Migge zurück. Lohrberg bezieht sich in seinen Ideenvorbildern auch auf die Gartenstadt, ein Städtebau-Modell von Ebenezer Howard (1898).
Häufig wird urban farming synonym mit urban gardening verwendet, ein wesentlicher Unterschied besteht jedoch in der Größenordnung: während urbaner Gartenbau von Teilgruppen der Gesamtbevölkerung zum Zwecke der Selbstversorgung betrieben wird, hat urbane Landwirtschaft das Ziel – auch auf kommerzieller Basis – Produkte für die Gesamtbevölkerung zu liefern. Zudem schließt, wie eingangs erwähnt, urbane Landwirtschaft auch wenigstens theoretisch die Zucht von (Klein)vieh in städtischem Gebiet explizit mit ein.

## Motivation
Bei prognostizierten 9,5 Milliarden Erdbewohnern im Jahre 2050 und einem Existenz-Minimum von 6.280 kJ (= 1.500 kcal) pro Tag, müsste die herkömmliche landwirtschaftliche Fläche zusätzlich um 850 Millionen Hektar wachsen. Diese Fläche steht nicht zur Verfügung. Alternative Flächen und Räume müssen zum Zwecke der Ernährungssicherung in Betracht gezogen werden.

## Funktionen
Urbane Landwirtschaft erlebt in den letzten Jahren wieder erwachendes Interesse aufgrund folgender Aspekte:
- Lokale Lebensmittelherstellung und -konsum ist eine der Möglichkeiten, Transportwege (und somit den Ausstoß von Kohlendioxid) zu verringern.[10]
- Städtische Pflanzenzucht im großen Maßstab kann helfen, transport- und energieintensive Stoffkreisläufe lokaler und ökonomischer zu gestalten, z. B. durch die direkte Verwendung von (vorgereinigtem) Abwasser zu Bewässerungs- oder Düngezwecken.
- Durch die Dezentralisierung der Nahrungsmittelproduktion, und damit der Extensivierung, erhöht sich die Lebensmittelsicherheit – wobei natürlich auch das Risiko der Schadstoffbelastung bei städtischen Produkten potenziell höher ist als bei Produkten, die auf gesundem Mutterboden auf dem Land gezogen werden.
- Das steigende Interesse an lokaler Nahrungsmittelproduktion geht Hand in Hand mit sozialen Bewegungen, die sich um das Wissen, Aufwerten oder Erhalten lokaler Spezialitäten gruppieren (z. B. Slow Food).
- Es steigt der Bedarf an Nahrungsmitteln, die umweltverträglich und sozial gerecht produziert werden, was häufig durch Eigenproduktion oder lokalen Erwerb zu erreichen versucht wird.[11]
- Ziel kann eine (Teil-)Autarkie der bebauten Gebiete wie im kleinen Maßstab schon jahrhundertelang bei Klostergärten oder Selbstversorgergärten betrieben sein.

Neben der (Teil-)Versorgung mit lokal angebauten Produkten hat das Gärtnern in der Stadt noch weitere Effekte: Verbesserung des städtischen Mikroklimas, Beitrag zur Artenvielfalt, nachhaltige Stadtentwicklung sowie Bildung und Sensibilisierung für nachhaltige Lebensstile. Gemeinschaftliches Gärtnern fördert Begegnung und Engagement für den Stadtteil. Urban farming ist ein moderner Aspekt der alten Idee der Subsistenzwirtschaft.

## Formen
Kaum ein Stadtbild kommt ohne Pflanzen aus, diese dienen allerdings bisher in den meisten Fällen nichtproduktiven Zwecken. Während in den weit verbreiteten botanischen Gärten Pflanzenvielfalt in Einzelbeispielen zu Bildungszwecken dargestellt wird, dienen Stadtparks vor allem der Naherholung. Zwar dienen diese beiden Formen nicht der Nahrungsmittelproduktion, unterstützen aber bereits – quasi im Nebeneffekt – die städtische Lebensqualität durch ihre Sauerstoffproduktion, die gleichzeitige Verringerung des CO2 – Anteils durch Photosynthese, die Anfeuchtung der Atemluft durch Verdunstung, die Staubfilterung, die Lärmschutzwirkung durch Schalldämmung, die günstige Beeinflussung des Mikroklimas etc. All diese vorteilhaften Funktionen werden natürlich auch von Nutzpflanzen geleistet.
Traditionelle Vorformen des Urban Farming finden sich bereits mit den beliebten Kleingärten (Schrebergärten). Nicht auf Städte beschränkt, wiewohl dort populärer als in individualisierten ländlichen Regionen ist die Idee des Gemeinschaftsgartens (Community Garden) zur gemeinsamen Bewirtschaftung. Eine spezielle Form des Gemeinschaftsgartens im Sinne von Integration und Inklusion sind Interkulturelle Gärten.
Technisch gesehen ist die größte Herausforderung für Nutzpflanzenanbau in Städten natürlich die mangelnde Fläche und die fehlende Sonneneinstrahlung zwischen Häuserfluchten, diesem Problem wurde in der Vergangenheit sporadisch bereits durch die Bepflanzung von Balkonen (Balkonpflanzen) oder die Nutzung von Dachflächen als Anlagefläche von Dachgärten begegnet.

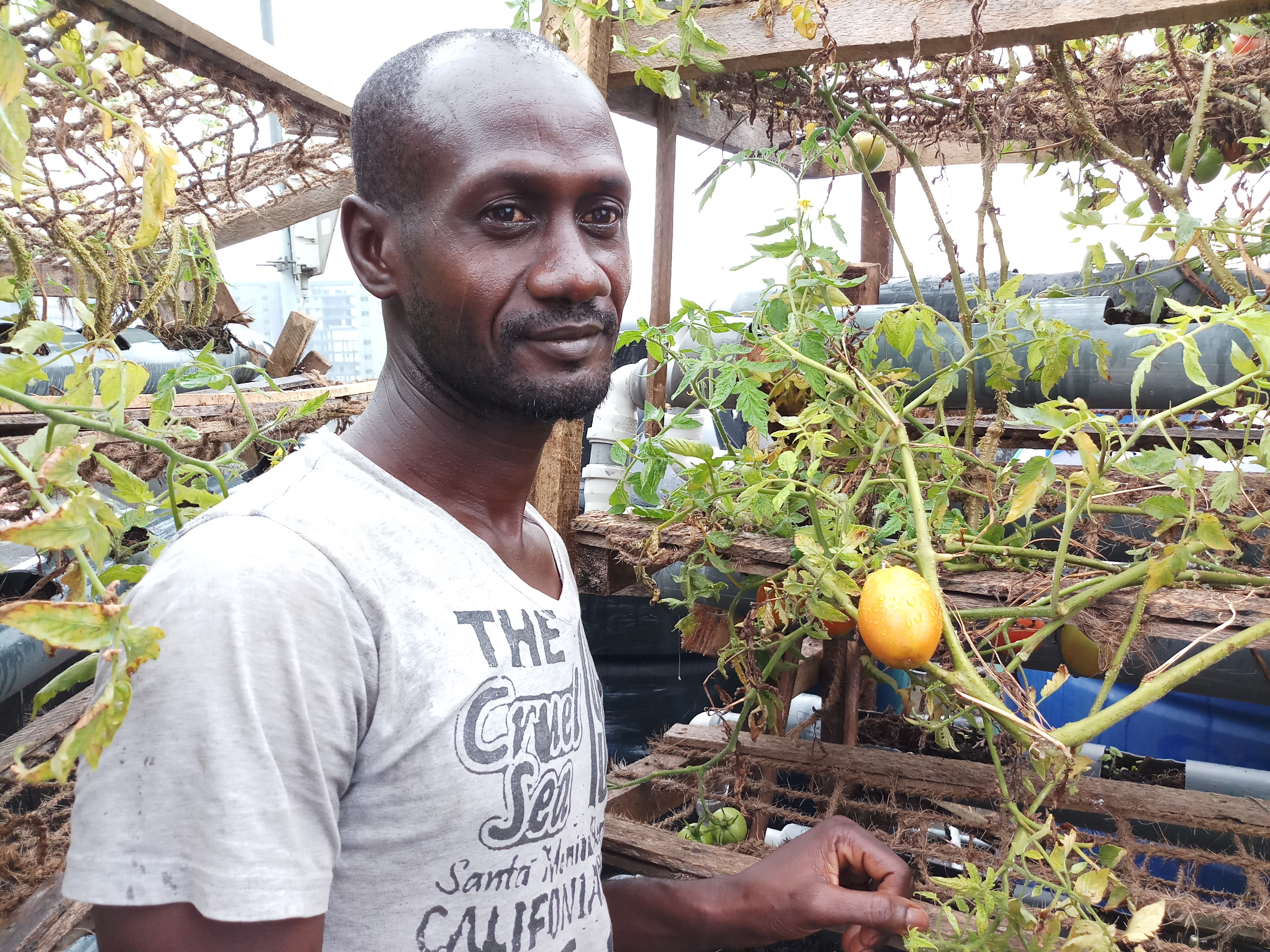
Urbane Landwirtschaft in Lagos (Nigeria)

Neben diesen Formen der Naturalienproduktion in der Stadt haben sich in den letzten Jahren genuine (Vor-)Formen urbaner Landwirtschaft entwickelt, bei denen auch nicht-private Flächen mit in die Planung einbezogen werden:
Guerilla Gardening„wilde“ und unkoordinierte Umwidmung öffentlicher Flächen für den Einzelbedarfanbau
Urbaner Gartenbau (urban gardening)die „offizielle“ und positiv sanktionierte Variante des Guerilla Gardening
Vertikale LandwirtschaftAnbau in und an städtischen Hochbauten, die praktisch als Erweiterung der herkömmlichen Gewächshäuser angesehen werden können (Plantscrapers)
Solidarische LandwirtschaftIn letzter Zeit haben sich kooperative Formen der Landwirtschaft entwickelt, deren Betriebe häufig in räumlicher Nähe zu ihren städtischen Kunden angesiedelt sind.